# La Hallotière
La Hallotière est une commune française située dans le département de la Seine-Maritime en région Normandie.

## Géographie
|                        | Sigy-en-Bray  |                    |
| La Chapelle-Saint-Ouen | La Hallotière | Le Mesnil-Lieubray |
|                        | Saint Lucien  | Nolléval           |

### Hydrographie
La commune est située dans le bassin Seine-Normandie. Elle est drainée par l'Andelle,.
L'Andelle, d'une longueur de 57 km, prend sa source dans la commune de Serqueux et se jette  dans la Seine à Pîtres, après avoir traversé 24 communes. 

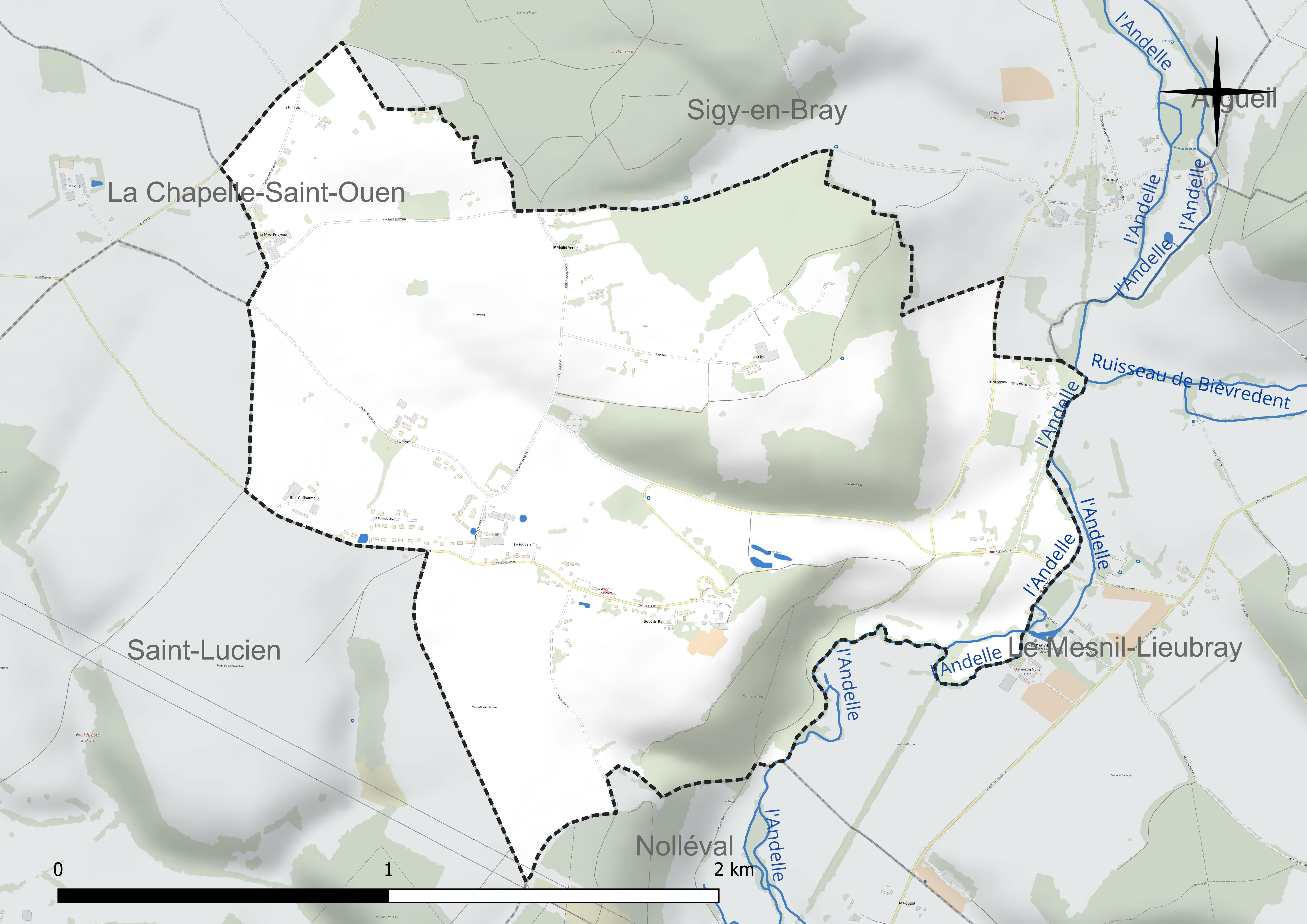
Réseau hydrographique de la Hallotière.

### Climat
Pour des articles plus généraux, voir Climat de la Normandie et Climat de la Seine-Maritime.
En 2010, le climat de la commune est de type climat océanique dégradé des plaines du Centre et du Nord, selon une étude du CNRS s'appuyant sur une série de données couvrant la période 1971-2000. En 2020, Météo-France publie une typologie des climats de la France métropolitaine dans laquelle la commune est exposée à un climat océanique et est dans la région climatique Côtes de la Manche orientale, caractérisée par un faible ensoleillement (1 550 h/an) ; forte humidité de l’air (plus de 20 h/jour avec humidité relative> 80 % en hiver), vents forts fréquents. Parallèlement le GIEC normand, un groupe régional d’experts sur le climat, différencie quant à lui, dans une étude de 2020, trois grands types de climats pour la région Normandie, nuancés à une échelle plus fine par les facteurs géographiques locaux. La commune est, selon ce zonage, exposée à un « climat contrasté des collines », correspondant au Pays de Bray, bien arrosé et frais.
Pour la période 1971-2000, la température annuelle moyenne est de 9,8 °C, avec une amplitude thermique annuelle de 13,9 °C. Le cumul annuel moyen de précipitations est de 864 mm, avec 13,2 jours de précipitations en janvier et 8,6 jours en juillet. Pour la période 1991-2020, la température moyenne annuelle observée sur la station météorologique la plus proche, située sur la commune de Forges-les-Eaux à 12 km à vol d'oiseau, est de 10,7 °C et le cumul annuel moyen de précipitations est de 860,1 mm,. Pour l'avenir, les paramètres climatiques de la commune estimés pour 2050 selon différents scénarios d’émission de gaz à effet de serre sont consultables sur un site dédié publié par Météo-France en novembre 2022.

## Urbanisme

### Typologie
Au 1er janvier 2024, La Hallotière est catégorisée commune rurale à habitat dispersé, selon la nouvelle grille communale de densité à sept niveaux définie par l'Insee en 2022.
Elle est située hors unité urbaine. Par ailleurs la commune fait partie de l'aire d'attraction de Rouen, dont elle est une commune de la couronne,. Cette aire, qui regroupe 317 communes, est catégorisée dans les aires de 200 000 à moins de 700 000 habitants,.

### Occupation des sols
L'occupation des sols de la commune, telle qu'elle ressort de la base de données européenne d’occupation biophysique des sols Corine Land Cover (CLC), est marquée par l'importance des territoires agricoles (80,6 % en 2018), une proportion identique à celle de 1990 (80,6 %). La répartition détaillée en 2018 est la suivante :
prairies (58,5 %), terres arables (22,1 %), forêts (19,4 %). L'évolution de l’occupation des sols de la commune et de ses infrastructures peut être observée sur les différentes représentations cartographiques du territoire : la carte de Cassini (XVIIIe siècle), la carte d'état-major (1820-1866) et les cartes ou photos aériennes de l'IGN pour la période actuelle (1950 à aujourd'hui).

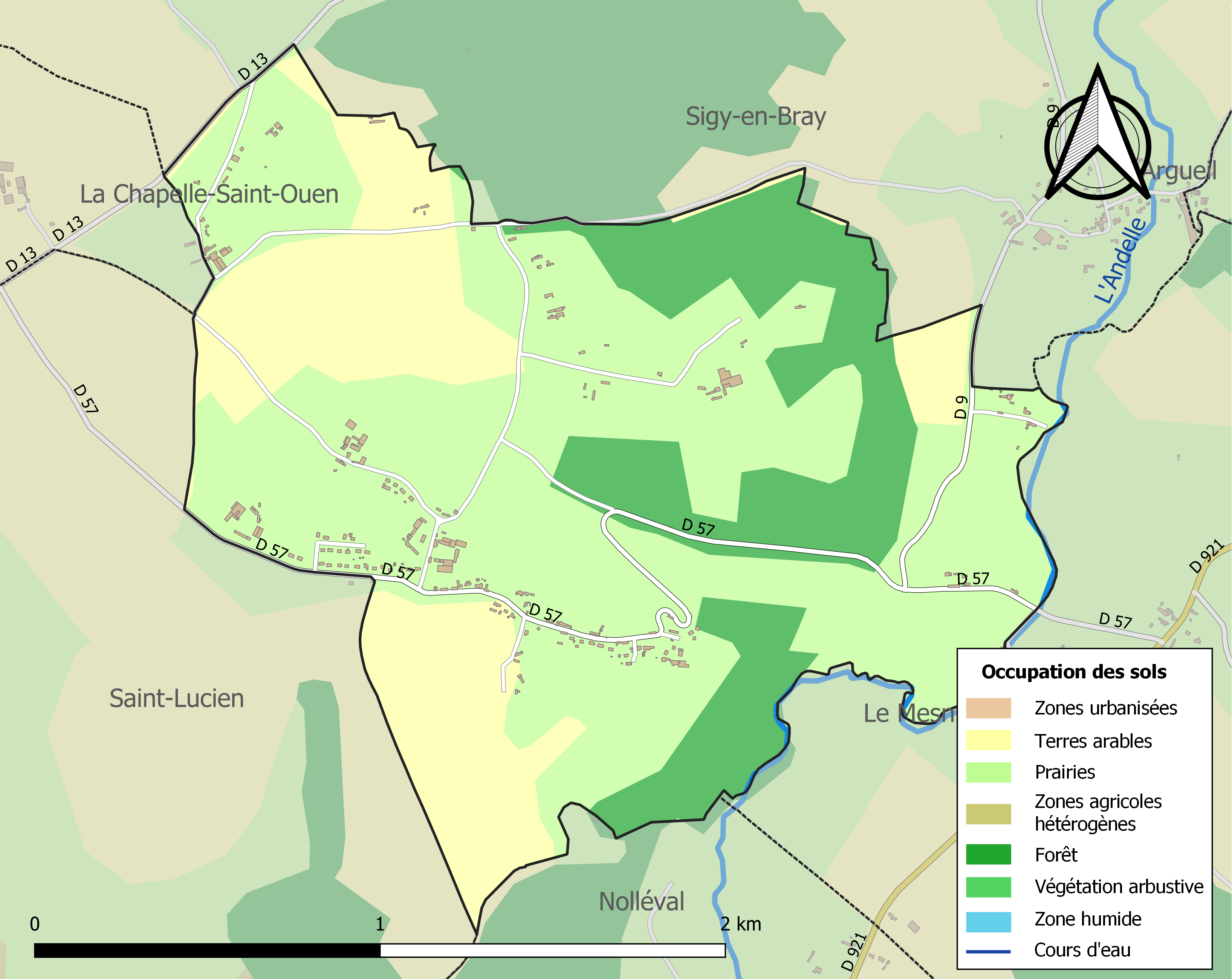
Carte des infrastructures et de l'occupation des sols de la commune en 2018 (CLC).

## Toponymie
Le nom de la localité est attesté sous les formes Herloteria en 1206, Lahallotière en 1793, La Hallotière en 1801.
De la racine germanique heisi (heis) au sens de « broussailles », L'étymon serait à l'origine du mot hallot, nom local du chêne têtard, qui est associé à des toponymes en Normandie et en Picardie. La Hallotière, endroit oú pousse les hallots.

## Politique et administration
| Période                                  | Période                    | Identité               | Étiquette | Qualité                        |
| ---------------------------------------- | -------------------------- | ---------------------- | --------- | ------------------------------ |
| Les données manquantes sont à compléter. |                            |                        |           |                                |
|                                          |                            | Le Marquis de Boniface |           | châtelain                      |
|                                          |                            | Leclerc                |           |                                |
|                                          |                            | Dumontier              |           |                                |
|                                          |                            | Aimé                   |           |                                |
| 1848                                     | 1909                       | Eugène Bisson          |           |                                |
|                                          |                            | Raymond Lesueur        |           |                                |
| Les données manquantes sont à compléter. |                            |                        |           |                                |
| septembre 1969                           | mars 2008                  | Jean Lesueur           | se        |                                |
| mars 2008                                | 2014                       | Richard Bocci          |           |                                |
| 2014                                     | En cours (au 10 août 2020) | Sébastien Joly         |           | Réélu pour le mandat 2020-2026 |

## Démographie
L'évolution du nombre d'habitants est connue à travers les recensements de la population effectués dans la commune depuis 1793. Pour les communes de moins de 10 000 habitants, une enquête de recensement portant sur toute la population est réalisée tous les cinq ans, les populations de référence des années intermédiaires étant quant à elles estimées par interpolation ou extrapolation. Pour la commune, le premier recensement exhaustif entrant dans le cadre du nouveau dispositif a été réalisé en 2006.

En 2022, la commune comptait 204 habitants, en évolution de −6,42 % par rapport à 2016 (Seine-Maritime : +0,35 %, France hors Mayotte : +2,11 %).
| 1793 | 1800 | 1806 | 1821 | 1831 | 1836 | 1841 | 1846 | 1851 |
| ---- | ---- | ---- | ---- | ---- | ---- | ---- | ---- | ---- |
| 131  | 117  | 103  | 126  | 147  | 147  | 145  | 127  | 117  |

| 1856 | 1861 | 1866 | 1872 | 1876 | 1881 | 1886 | 1891 | 1896 |
| ---- | ---- | ---- | ---- | ---- | ---- | ---- | ---- | ---- |
| 113  | 98   | 110  | 245  | 256  | 201  | 214  | 212  | 188  |

| 1901 | 1906 | 1911 | 1921 | 1926 | 1931 | 1936 | 1946 | 1954 |
| ---- | ---- | ---- | ---- | ---- | ---- | ---- | ---- | ---- |
| 188  | 187  | 178  | 176  | 166  | 173  | 154  | 163  | 150  |

| 1962 | 1968 | 1975 | 1982 | 1990 | 1999 | 2006 | 2011 | 2016 |
| ---- | ---- | ---- | ---- | ---- | ---- | ---- | ---- | ---- |
| 160  | 128  | 122  | 150  | 158  | 148  | 131  | 196  | 218  |

| 2021 | 2022 | - | - | - | - | - | - | - |
| ---- | ---- | - | - | - | - | - | - | - |
| 211  | 204  | - | - | - | - | - | - | - |

## Culture locale et patrimoine

### Lieux et monuments
- Parc paysager gratuit avec une grande variété de houx et des arbres de tous les continents, enrichi d'une pièce d'eau et d'un ancien manège agricole.
- Église Notre-Dame.

### Héraldique
| Armes de La Hallotière | Les armes de la commune de La Hallotière se blasonnent ainsi : D'or à trois arbres rangés en fasce, ceux des flancs de sinople, celui du centre d'argent brochant sur les deux autres, tous trois fûtés au naturel, soutenus d'une rivière ondée d'azur; au chef parti au 1er d'azur à la roue de moulin au naturel, au 2e de sinople à l'enclume d'argent. Adopté le 24 avril 1999. |

### Personnalités liées à la commune
- Jean, Baptiste, Joseph Behere (1763-1839), savant botaniste et mathématicien, né à la Hallotière le 21 mai 1763 et mort à Rouen le 10 février 1839.